# Sumaré
Sumaré város Brazíliában, São Paulo államban. Lakosainak száma 265 955 fő (2015. július 1.). Sumaré Paulínia, Hortolândia, Campinas, Monte Mor, Nova Odessa és Santa Bárbara d'Oeste községekkel határos.

## Népesség
A település népességének változása:
| Lakosok száma | 196 723 | 241 311 | 265 955 | 279 545 |
|               | 2000    | 2010    | 2015    | 2022    |